# Findeln

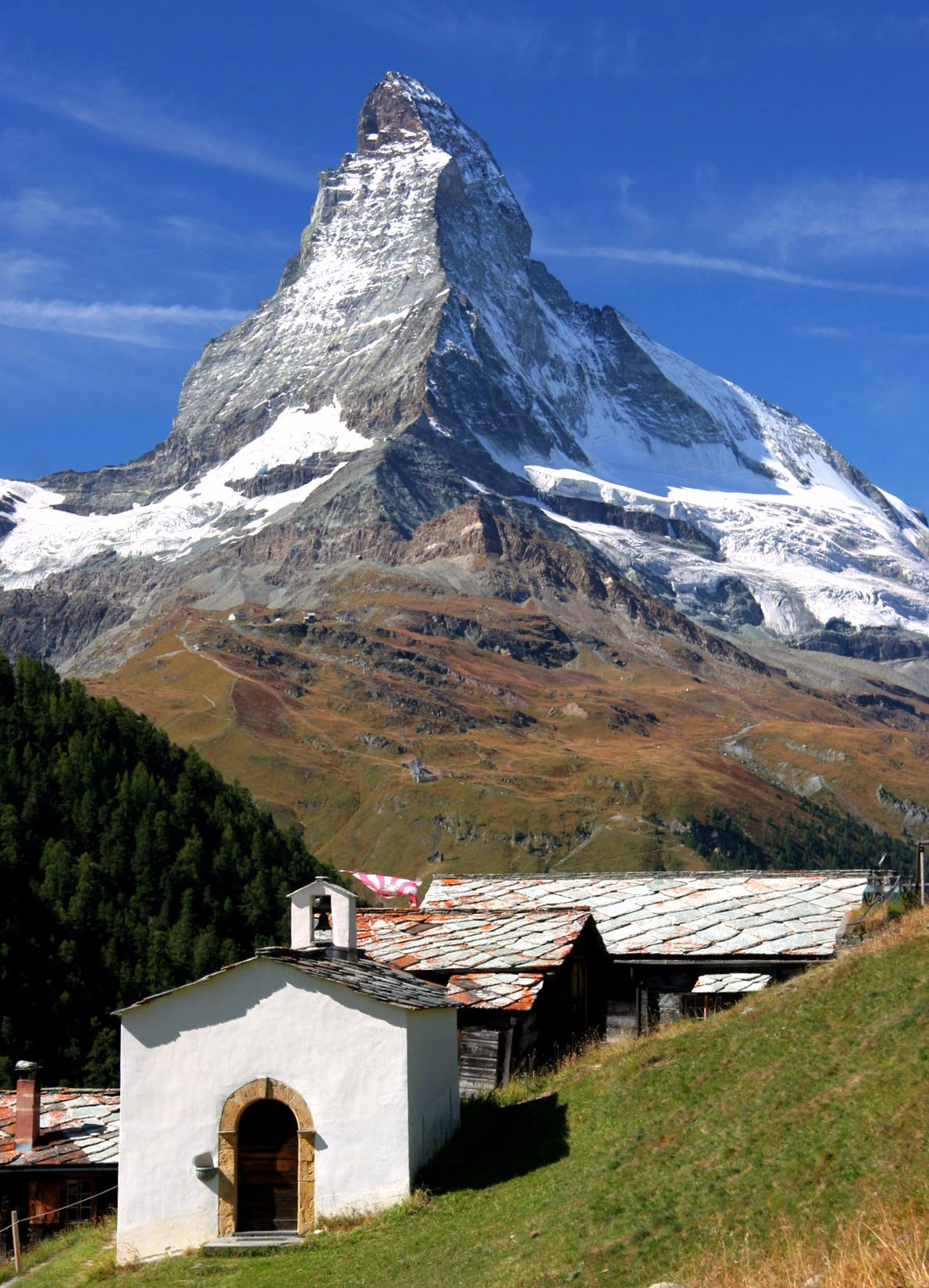
Findeln und das Matterhorn

Findeln ist ein kleiner Weiler in den Walliser Alpen, 2 km östlich von Zermatt auf halbem Weg zwischen Zermatt und dem Findelgletscher.

## Geographie
Findeln liegt unterhalb der Station Sunnegga auf einer Terrasse über der Findelschlucht. Der Weiler ist im Winter nur über Bergbahnen oder Wanderwege erreichbar. 

## Tourismus
Findeln ist ein Teil des Zermatter Skigebiets. Im Jahre 2007 wurde die alte Sesselbahn durch eine neue Vierer-Sesselbahn ersetzt. Diese führt von Sunnegga über Findeln auf den Breitboden. Diese neue Bahn ist eine wichtige Verbindung der beiden Skigebiete Sunnegga und Gornergrat. Rund um Findeln befinden sich einige Mountainbiketrails, diese sind über die Sunnegabergbahn erreichbar. Findeln ist auch ein beliebter Fotopunkt, durch seinen Blick auf das Matterhorn und die charakteristischen Walliser Holzhäuser.

## Sonstiges
In Findeln pflanzten die Bergbauern noch bis zum Ende des Zweiten Weltkrieges Roggen und Gerste bis auf eine Höhe von 2100 m ü. M. an.